# Angel Stadium of Anaheim
L'Angel Stadium of Anaheim, noto semplicemente come Angel Stadium, è uno stadio di baseball statunitense situato nella città di Anaheim (California).
Dal 1965 ospita le partite casalinghe dei Los Angeles Angels.

## Storia
Lo stadio fu inaugurato nel 1965 per ospitare le partite casalinghe dei Los Angeles Angels, che fino ad allora avevano giocato al Dodger Stadium.
Quando la Walt Disney Company acquisì la franchigia nel 1997, ristrutturò l'impianto per centoventi milioni di dollari e lo rinominò Edison International Field; il comune di Anaheim accettò di contribuire al progetto a patto che la franchigia cambiasse nome in Anaheim Angels. Nel 2005 il nuovo proprietario Arturo Moreno ritornò alla denominazione precedente per riflettere al meglio la storia degli Angels; questo fatto portò ad una lunga battaglia legale con il comune di Anaheim, conclusasi formalmente nel 2010.
L'Angel Stadium è il quarto stadio più vecchio della Major League Baseball e ha ospitato tre diversi All-Star Games (1967, 1989 e 2010).